# Burg Azuchi
Die Burg Azuchi (japanisch 安土城, Azuchi-jō) befand sich in der Präfektur Shiga auf einer Anhöhe am Rande des Biwa-Sees. Sie wurde von Oda Nobunaga als erste moderne Burg Japans erbaut. Nach Nobunagas Tod 1582 wurde sie nicht weiter genutzt und verfiel.

## Geschichte

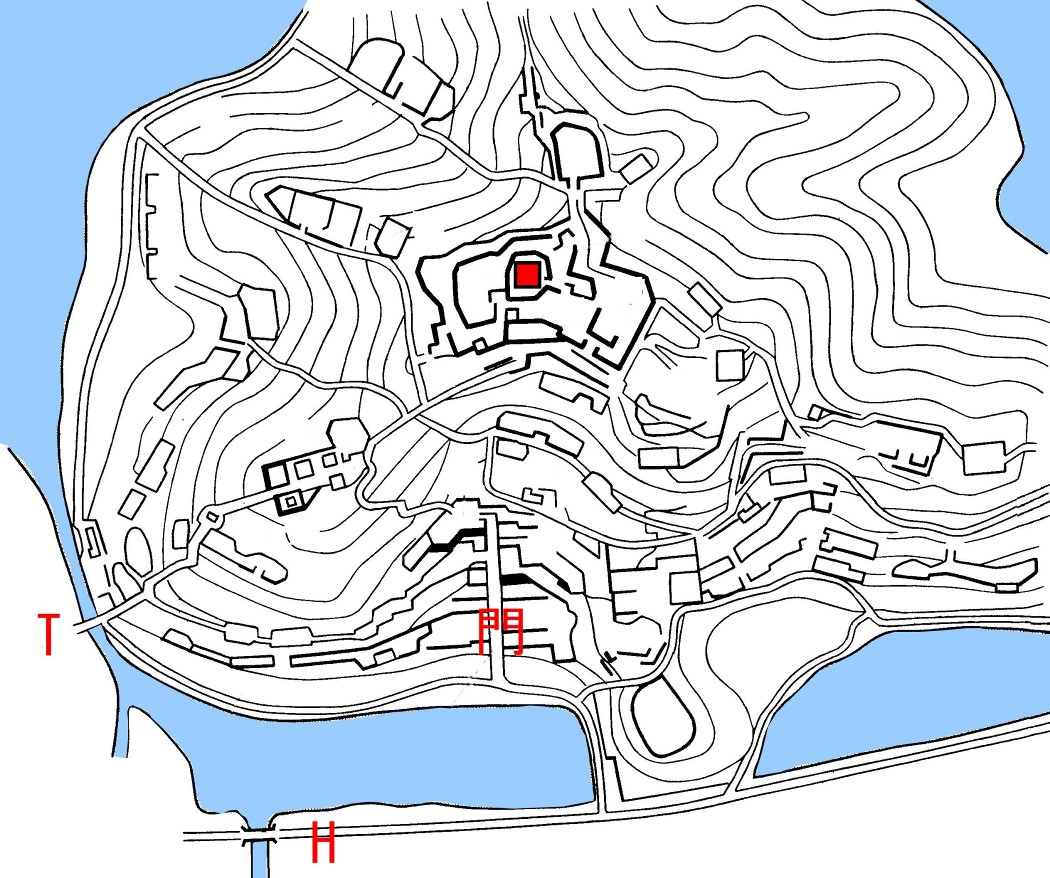
Rotes Quadrat: Burgturm
門: Haupttor T: Todo-Brücke
H: Lotusteichbrücke

Oda Nobunaga, der erste der drei Reichseiniger, besaß verschiedene Burgen, unter anderem die Burg Gifu. Für die Anlage einer weiteren Burg auf dem Berg Azuchi lassen sich folgende Gründe ausmachen: (1) Eine Burg an dieser Stelle, auf drei Seiten vom Biwa-See umgeben, ließ sich leicht verteidigen. (2) Der Biwa-See ließ sich als Reiseweg nutzen, um mit dem Nakasendō und Hokkoku kaidō weiter zu reisen. (3) Eine Burg dort würde seinem Gegner Uesugi Kenshin  im Wege sein. (4) Die Burg würde nicht weit entfernt von Kyoto sein. (5) Mit einer neu angelegten Burg würde auch eine neue  Burgstadt entstehen. (6) Eine Burg dort würde Oda Nobunagas Macht zeigen.
Nobunaga strebte den „Himmel“ (天, ten) an, was ebenfalls sein Siegel zeigte. Zudem ließ er die Regierungsperiode (Nengō) von Genki (元亀) am 28. Juli 1573 nach Tenshō (天正) ändern. Dieses Datum gilt als Beginn der Azuchi-Momoyama-Zeit.
Nobunaga ernannte zu Beginn des Jahres 1576 Niwa Nagahide  (丹羽 長秀; 1535–1585) zum Kommissar für Neubauten (普請奉行, fushin bugyō). Im Februar des Jahres begab er sich selbst dorthin, legte die Gelände-Aufteilung fest, orderte Baumaterial und rief Bauarbeiter zusammen. Da der gesamte Burgbereich von Steinmauern umgeben werden sollte, wurde eine große Anzahl von Blöcken benötigt. 1579 wurde die Burg fertiggestellt. Während des Honnōji-Zwischenfalls wurde die Burg 1582 von Nobunagas Widersacher Akechi Mitsuhide belagert und abgebrannt sowie dann 1585 endgültig aufgegeben.

## Die Burg
Der Burgturm hatte ein Kellergeschoss und sieben Geschosse über der Erde. Die Steinbasis hatte eine Höhe von 6 Ken (11 m), darüber 16½ Ken (30 m). Mit einer Höhe von 46 m war es die gleiche Höhe wie die des monumentalen Tempels Tōdai-ji in Nara. Innen ausgemalt wurde der Burgturm von Kanō Eitoku. Im Osten schloss sich die Burgbezirke Hommaru (本丸) und Ni-no-maru (二ノ丸) an, im Westen das San-no-maru (三ノ丸). Auf halber Höhe des Weges von der im Südwesten gelegenen Todo-Brücke (百々橋, Todo-bashi) zum Gipfel stand der Tempel Sōken-ji (摠見寺), von dem nur Reste der Fundamente erhalten sind.
Die Burganlage erreichte vom Biwa-See aus 100 m Höhe. Auf der Südseite befand sich am Fuße des Berges das Haupttor (大手門, ōte-mon). Während die höheren Vasallen am Berghang residierten, war für die unteren Samurai eine Burgstadt vor dem Tor angelegt.
Heute ist der Burgberg von allen Seiten von Land umgeben. Von den Gebäuden ist nichts erhalten, aber zu sehen sind die Treppen und Wege, zum Teil von Mauern gesäumt. In der Nähe befindet sich das Archäologische Präfekturmuseum der Burg Azuchi. In dem Vergnügungspark Ise Azuchi-Momoyama Bunkamura (Präfektur Mie) steht eine Nachbildung des Burgturmes.

## Bilder

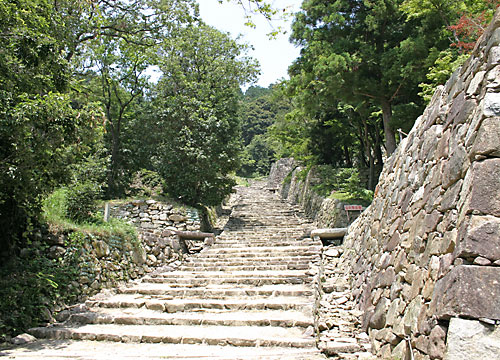
Treppe hinter dem ehemaligen Haupttor
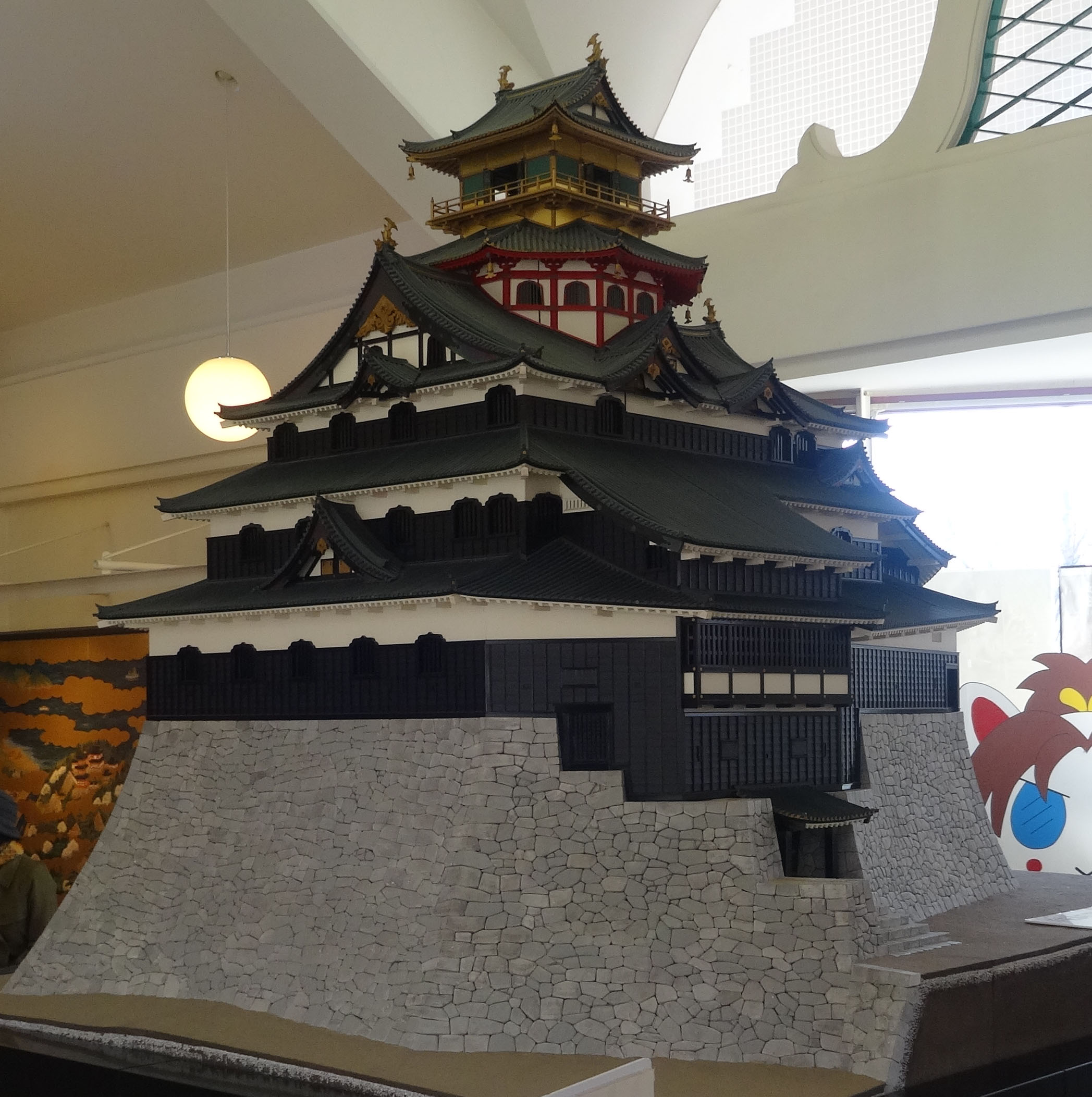
Modell des Burgturms
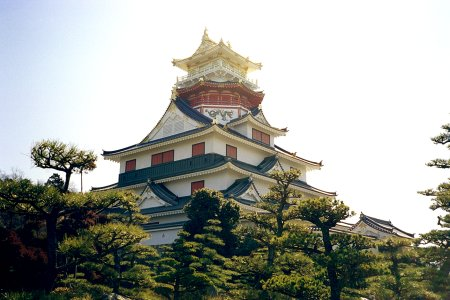
Nachbildung im Vergnügungspark
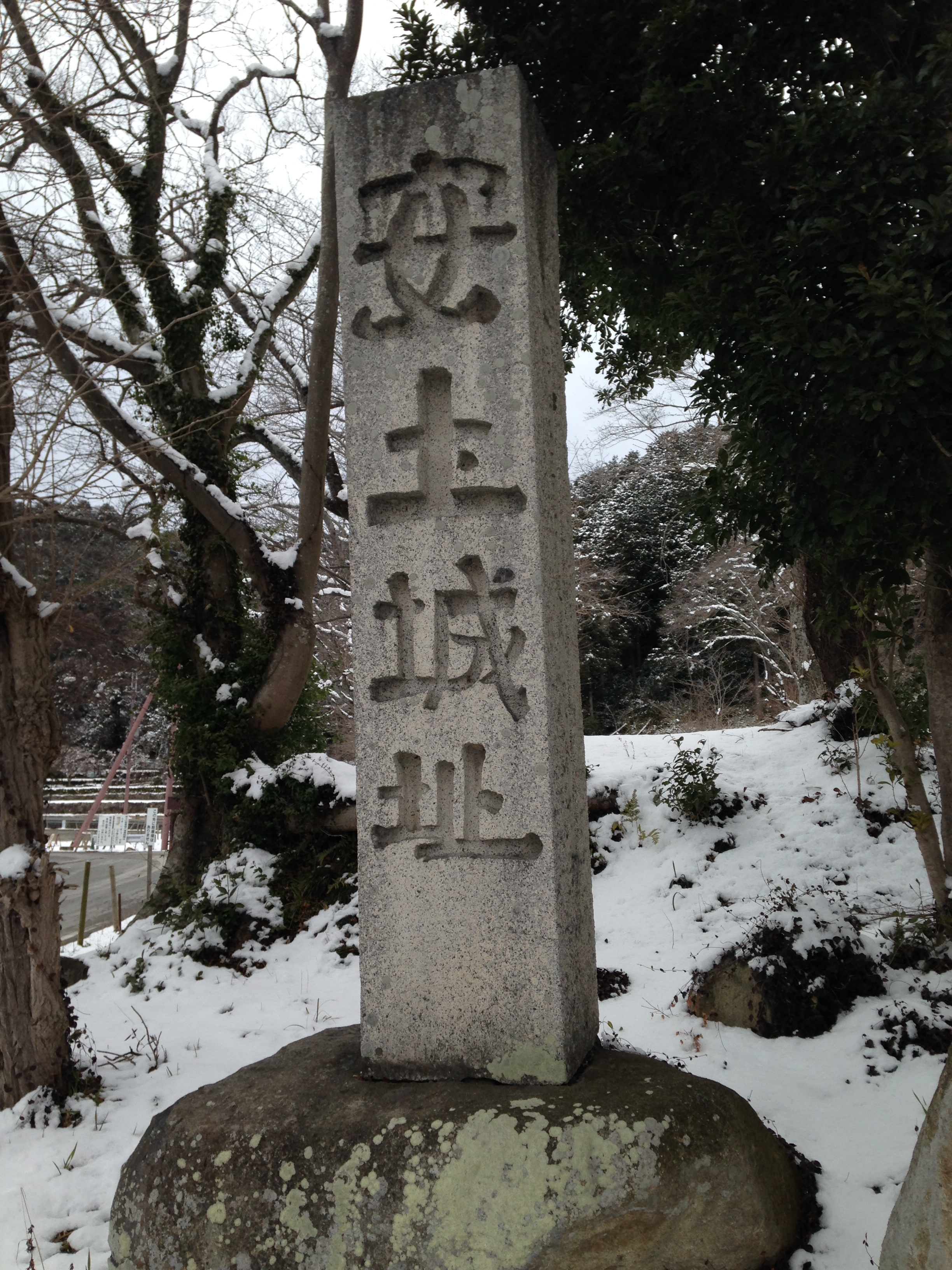
Erinnerungs-Stele
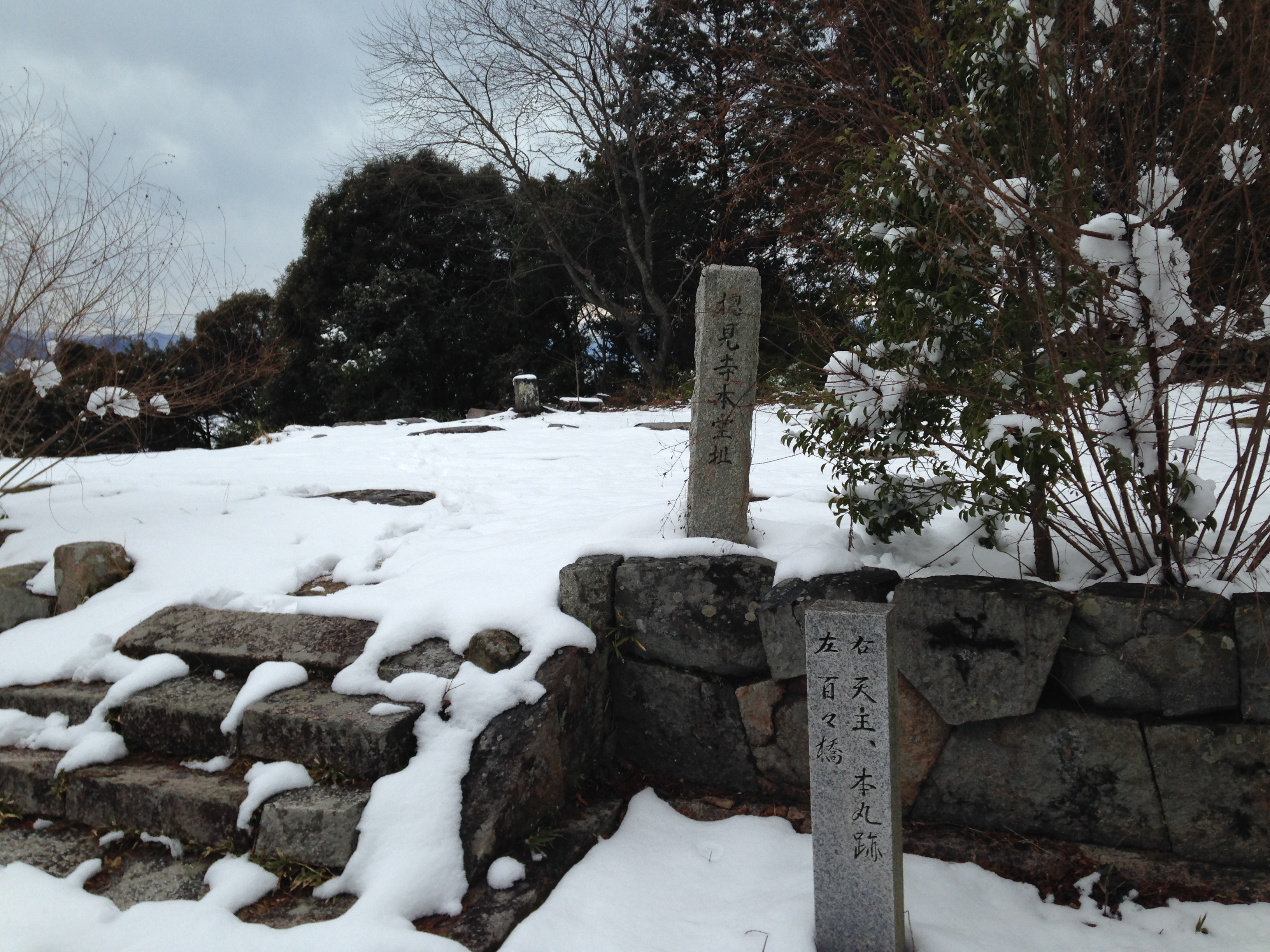
Reste des Sōken-ji